# كيمن كوفييه القزم
كامين كوفييه القزم (Paleosuchus palpebrosus) هو نوع من التماسيح من عائلة القاطوريات يتواجد في قارة أمريكا الجنوبية وينتشر أنهار والمستنقعات والفروع والجداول والبحيرات في حوض الأمازون وينتشر في دول البرازيل و بوليفيا و بيرو و الإكوادور و كولومبيا و فنزويلا و غوايانا و سورينام و غويانا الفرنسية ويتنقل هذا الكامين بين مواسم الجفاف ليذهب إلى مناطق بها مياه أكثر. وقد سمي بكامين كوفييه نسبةً لعالم الزولوجيا الفرنسي جورج كوفييه الذي صنف هذا الحيوان في سنة 1807 وقد وضعه مع كامين ناعم الجنس كجنس واحد. يبلغ طول الذكر البالغ حوالي 140 سم ويبلغ طول الأنثى البالغة 120 سم ويوجد أنواع أخرى أصغر إنقرضت. يصل وزن البالغ منها من 6 إلى 7 كغم ويتغذى على الأسماك والضفادع والبرمائيات والرخويات واللافقريات الأخرى. يستخدم هذا الكامين الجحور كمخابأ له خلال النهار لكي يبقي جسمه باردة أثناء درجة حرارة النهار العالية. الأنثى تدفن بيوضها في الحفرة وتستغرق البيوض حوالي 3 أشهر لتفقس. يعتبر هذا الكامين من الأنواع الغير المهددة.